# Prunus africana
Prunus africana (= Pygeum africanum Hook. F) és un arbre natiu de les regions muntanyoses de l'Àfrica subsahariana i les illes de Madagascar, Santo Tomé, Fernando Po i Gran Comores que creix entre els 900-3.400 metres d'altitud. L'arbre fa entre 10 i 25 metres d'alt, és de capçada oberta i amb freqüència força ramificada. Requereix un clima humit d'entre 900 i 3400 mm de precipitació anual, i és moderadament tolerant a les gelades.
L'escorça de l'arbre és de color marró a negrós, ondulada o amb fissures i escates d'un característic patró rectangular. Les fulles són alternes, simples, llargues (8-20 cm.), el·líptiques, glabres i de color verd fosc per sobre, i més pàl·lid per sota i amb els marges lleugerament serrats. El pecíol és de color rosa o vermell. Les flors són andrògines, de 3 a 8 cm., de color blanc-verdós, amb 10-20 estams, entomófil·les, i s'agrupen en raïms axil·lars. Floreix d'octubre a maig. El fruit és de color vermell a marró, de 7-13 mm i més ample que llarg.

## Ecologia
Igual que les altres espècies del gènere Prunus, aquest tàxon té nectaris extraflorals que proporcionen defensa enfront dels insectes herbívors mitjançant una font alternativa de nutrients a canvi de la protecció del fullatge.
El gust del fruit és molt amargant per ser d'interès per l'home, però, és una font d'alimentació per a molts animals que, posteriorment, sembren les llavors. Els informes de Dian Fossey dels goril·les de muntanya ja parlen sobre aquest fet

## Usos medicinals
L'extracte de Pygeum, un remei a base de plantes a partir de l'escorça de Prunus africana, s'utilitza de manera molt eficaç per tractar la hiperplàsia benigna de pròstata (HPB). La recol·lecció massiva d'escorça madura per aquest propòsit, s'ha traduït en que l'espècie està en perill d'extinció, degut a recol·leccions extensives impulsades per l'alt preu al mercat del quilo d'escorça. A la dècada dels 90 es va estimar que 35.000 arbres patien anualment greus estralls degut a l'aprofitament d'aquesta escorça. Actualment, la creixent demanda de l'escorça ha portat al cultiu de l'arbre pels seus usos medicinals.

## Nomenclatura
Malgrat que durant molt d'anys s'ha conegut aquesta planta amb el nom de Pygeum africanum, el 1965 Cornelis Kalkman va moure el gènere Pygeum a Prunus. No obstant això, un recent estudi assenyala que no està clara aquesta adscripció i que les seves relacions amb Prunus encara no s'han provat des del punt de vista moleculars.